# 小豆島豊島フェリー
小豆島豊島フェリー株式会社（しょうどしまてしまフェリー）は、香川県小豆郡土庄町（小豆島）にある海運会社。

## 概要
1976年5月に小豆島フェリー株式会社として設立され、同年9月1日より、関西急行フェリー（旧・小豆島急行フェリー・初代）が運航していた宇野 - 豊島 - 土庄の航路を譲受、運航を開始した。
2014年6月1日に四国フェリー系列になり、2014年10月に現社名に変更した。
現在「小豆島フェリー」を名乗る会社は、同じ四国フェリー系列で同時に小豆島急行フェリー（2代）から社名変更した別法人である。また、高松 - 豊島を直接結ぶ「豊島フェリー」とは別会社である。

## 航路
南北方向の定期航路が圧倒的に多い備讃瀬戸では数少ない東西方向の航路である。
- 宇野港 - 豊島（家浦港） - 豊島（唐櫃港） - 小豆島（土庄港）
  - 航路距離26 km、1日にフェリー3.5往復（宇野→土庄3便、土庄→宇野3便、家浦→宇野1便：初便、土庄→家浦1便：終便）、旅客船5往復。所要時間はフェリーが宇野 - 土庄が1時間29分、旅客船が60分。
  - 2013年4月1日より、フェリー1隻を小型の旅客船に代替、ダイヤを変更した。それまではフェリー2隻で1日8往復（宇野発最終便と宇野着初便は家浦港止めとなるため、小豆島へは7往復の運航、唐櫃港は1往復が通過）であった。

## 船舶
他の小豆島関連航路に比べると小さな船（他航路のフェリーは概ね700 - 1,300総トン級）を使用している。

### 運航中の船舶
• フェリーてしま（フェリー）

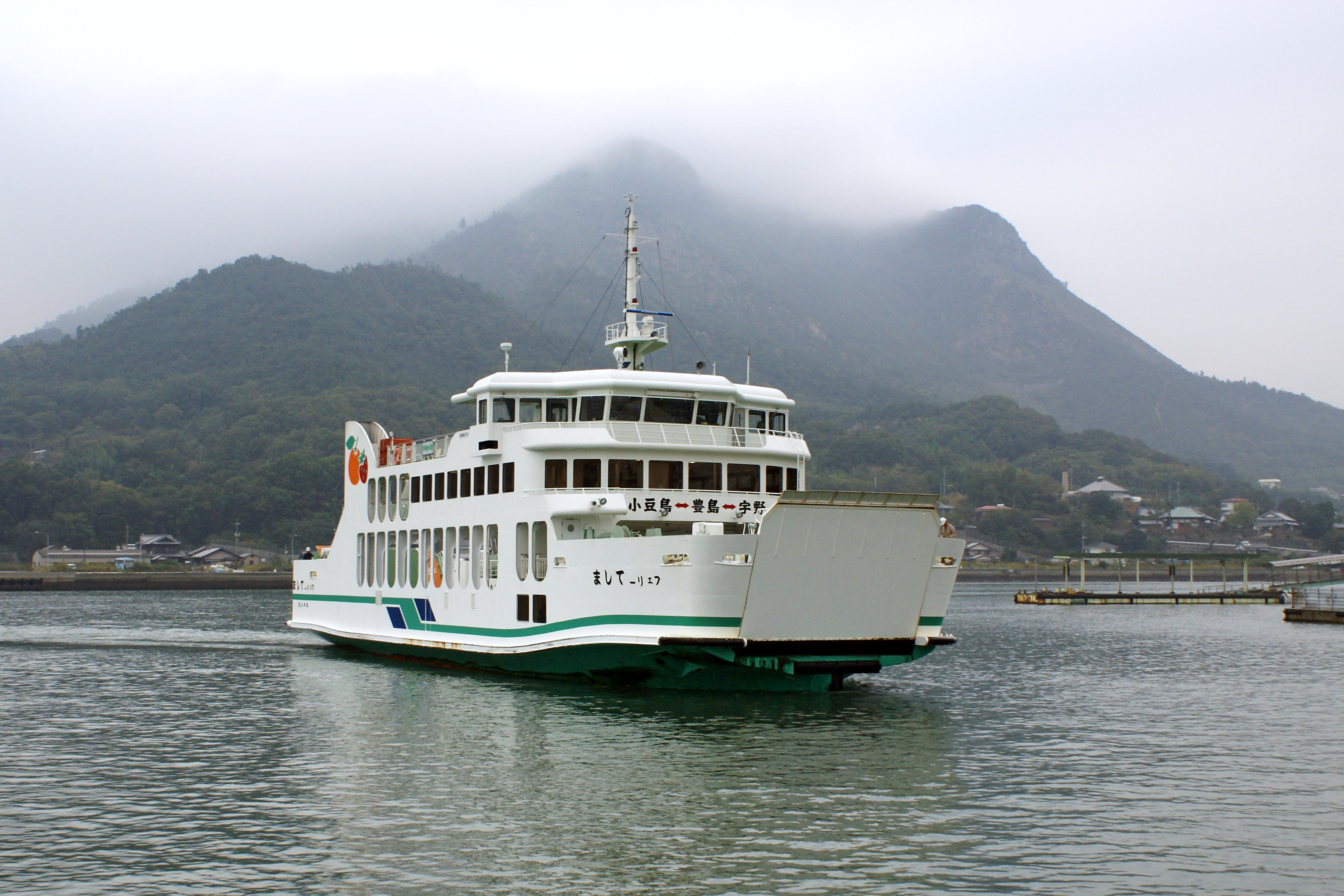
フェリーてしま（土庄港）

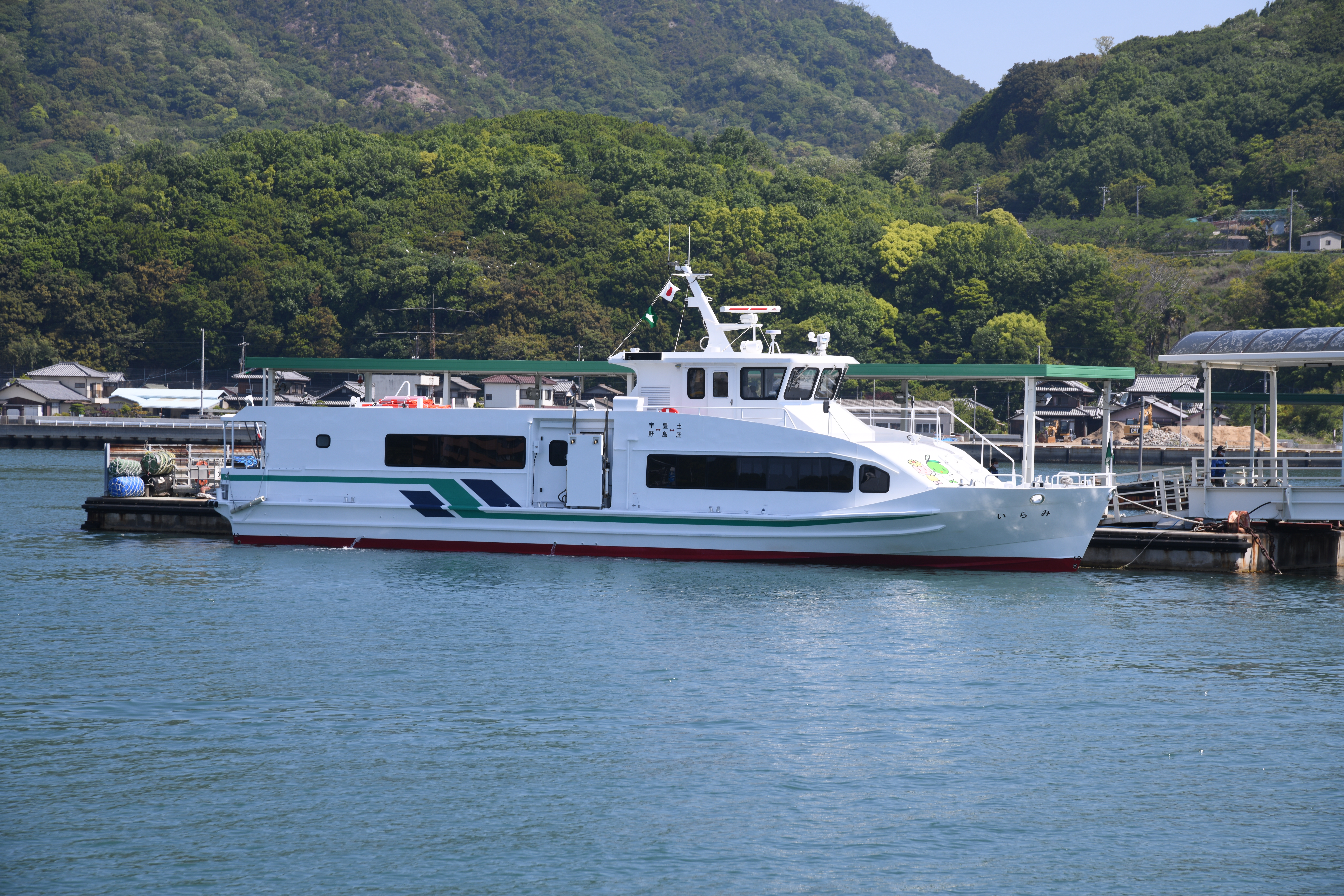
みらい（土庄港）

総トン数365 t、航海速力12.5ノット、旅客定員350名、積載台数8tトラック8台、就航2006年5月17日、藤原造船所建造。バリアフリー対応。本船がドックの時は雌雄島海運のめおんが貸し出される
 • みらい（旅客船）
2022年1月竣工、2022年1月15日就航 59総トン、全長24.49 m、全幅5.5 m、深さ1.95 m、主機794 PS×2、航海速力21ノット。
旅客定員96名。ツネイシクラフト&ファシリティーズ建造。鉄道建設・運輸施設整備支援機構（JRTT）の船舶共有建造制度による支援を受けた。

### 過去の船舶

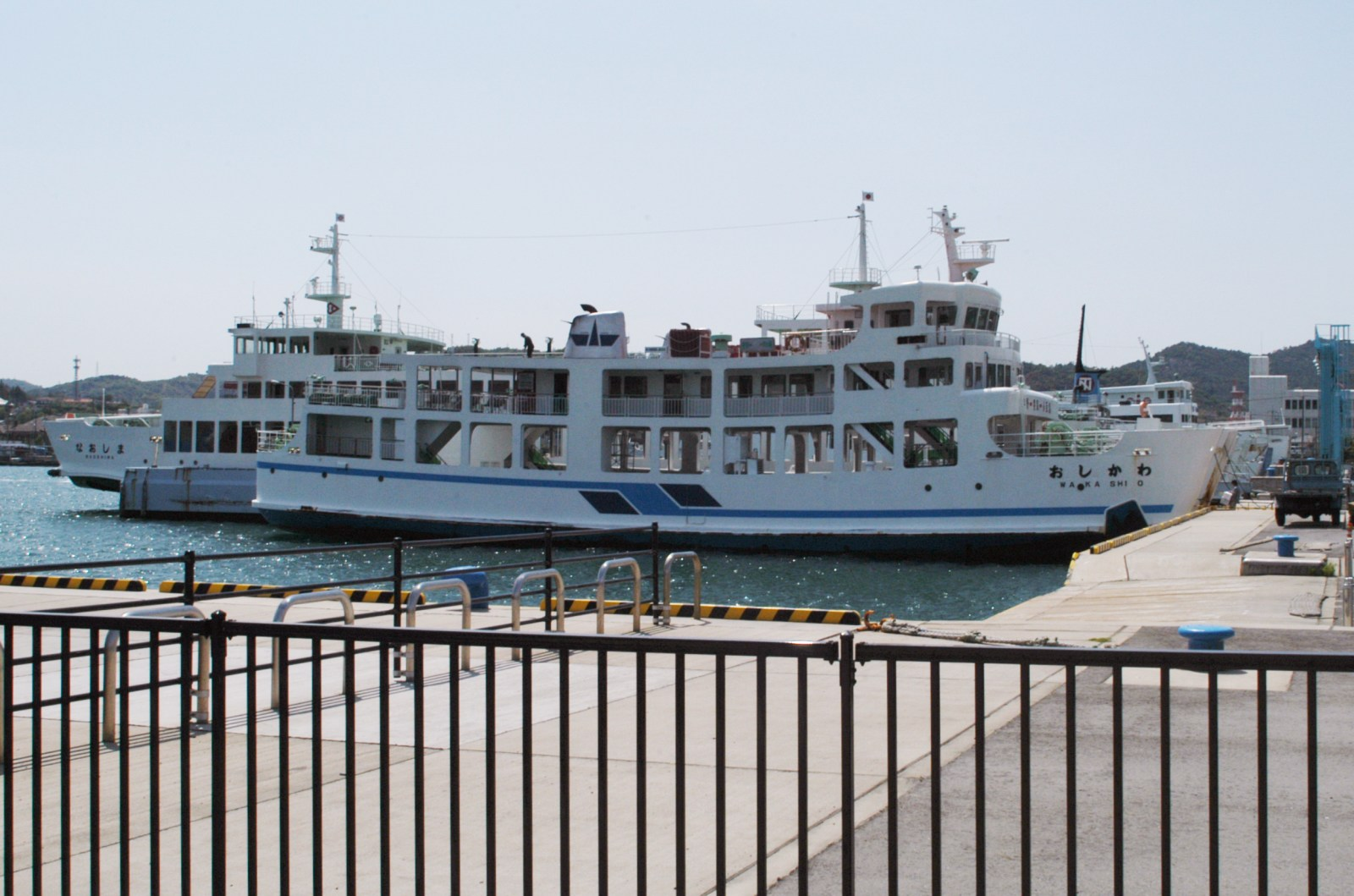
わかしお（宇野港）
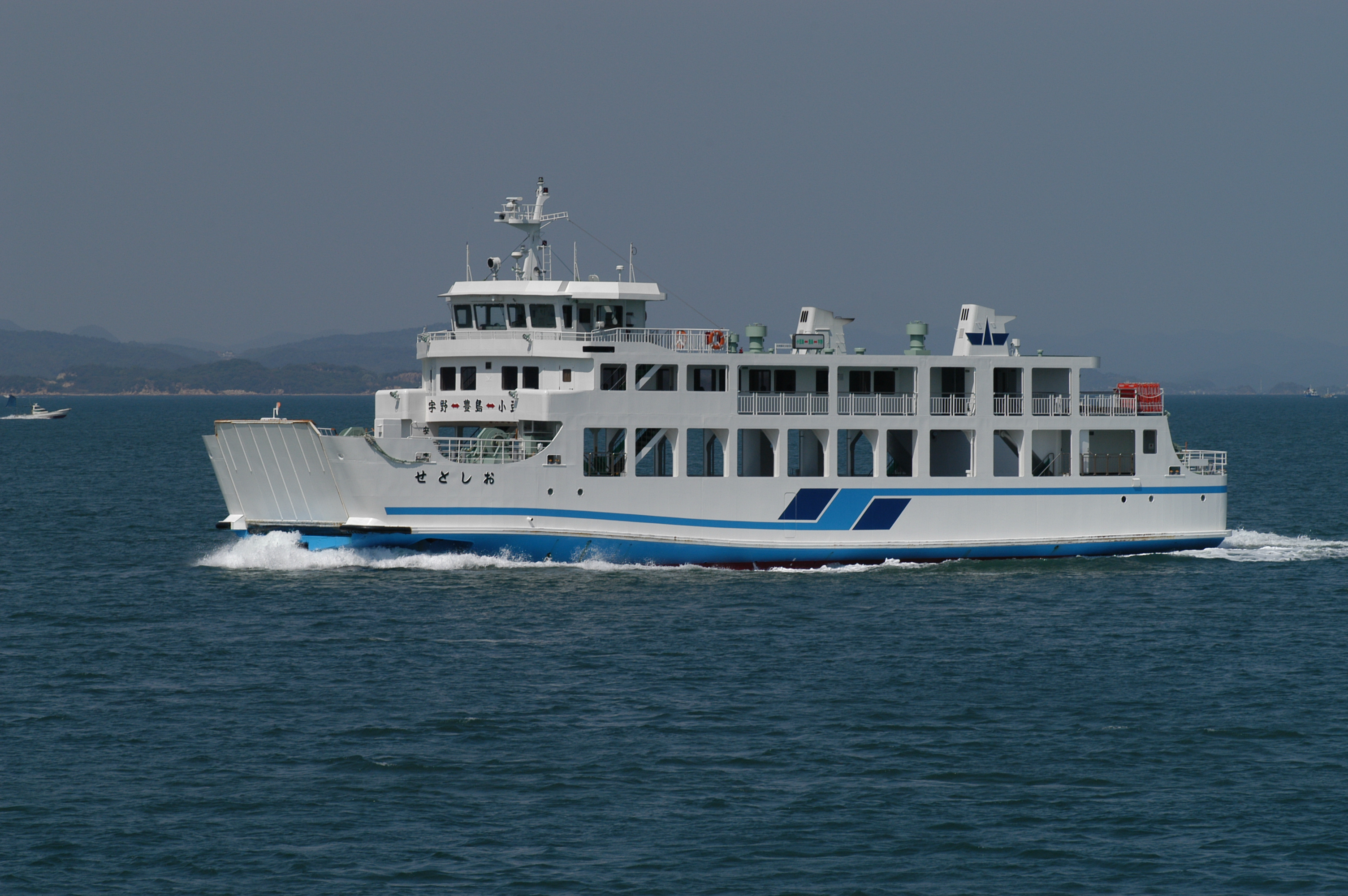
せとしお
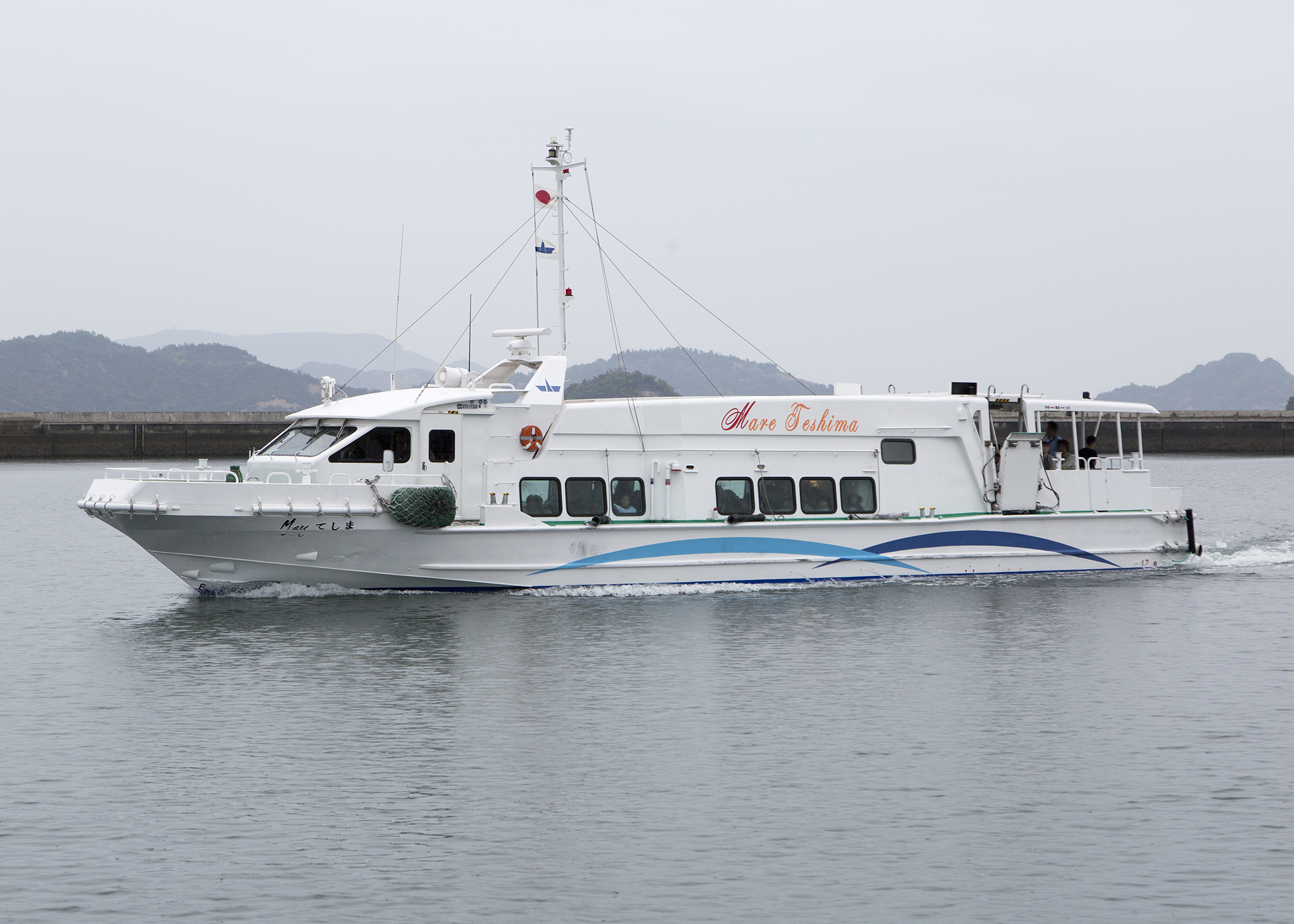
マーレてしま（宇野港）
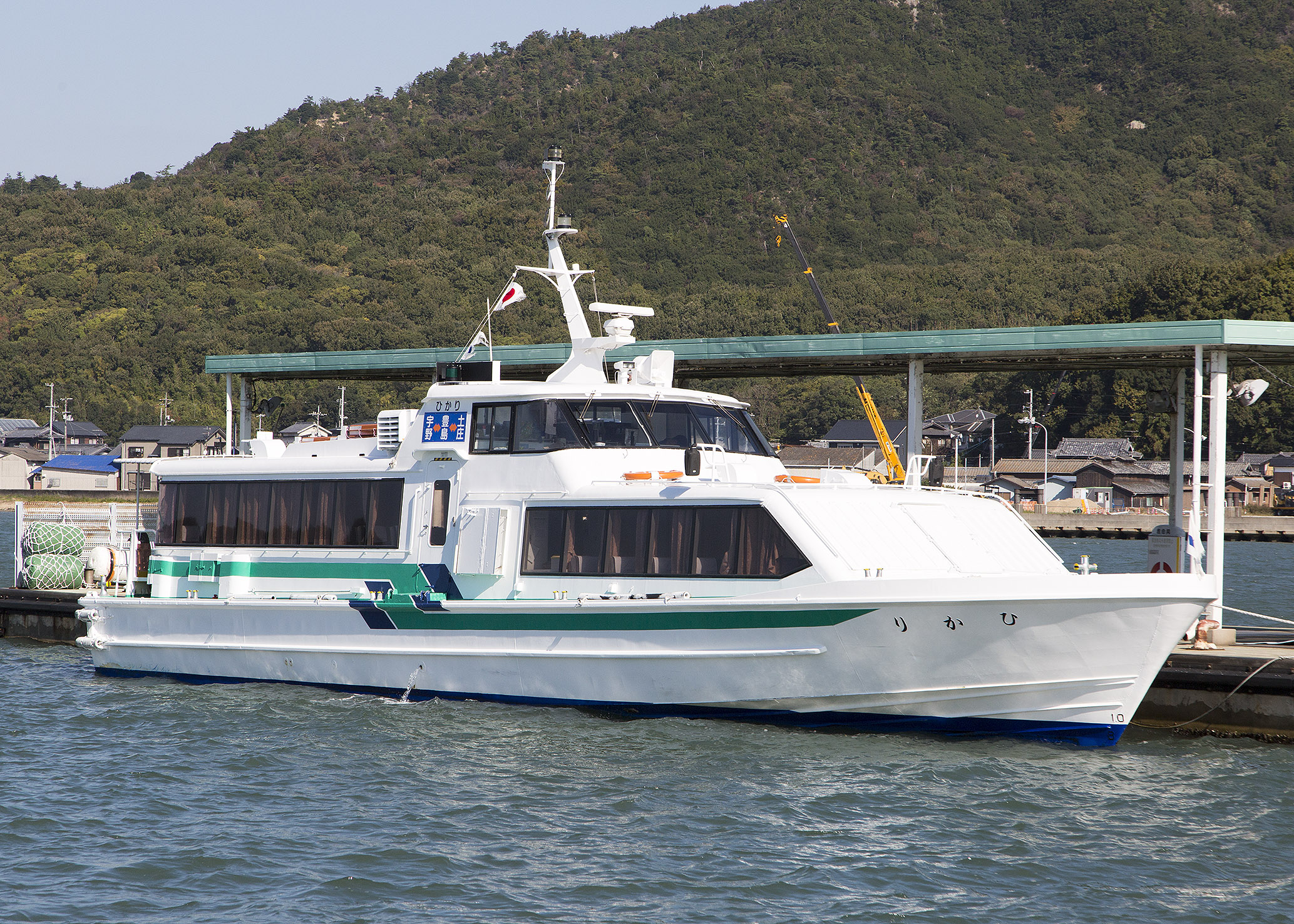
ひかり（土庄港）

• うずしお（フェリー）
1968年10月竣工、就航、讃岐造船鉄工所建造、215.01総トン、全長34 m、幅8.6 m、深さ3.1 m、ディーゼル1基、機関出力650 PS、航海速力11ノット、旅客定員350名、乗用車18台。
関西急行フェリーから継承、1988年豊島総合観光開発に売船、「第二豊松丸」に改名。
 • さちしお（フェリー）
1968年10月竣工、1977年12月就航（買船）、中村造船鉄工建造、365.58総トン、全長40.5 m、幅10.4 m、深さ3.4 m、ディーゼル2基、機関出力900 PS、航海速力11.2ノット、旅客定員412名、乗用車26台。
もと関西急行フェリーまるがめ丸、1982年海外売船。
 • おきしお（フェリー）
1980年5月竣工、就航、川本造船所建造、225.4総トン、全長36.21 m、幅9 m、深さ3 m、ディーゼル1基、機関出力800 PS、航海速力10.5ノット、旅客定員350名、乗用車21台。
1997年日本船舶明細書より削除。
 • わかしお（フェリー）
1986年7月竣工、2006年引退、藤原造船所建造、384総トン、全長43.86 m、型幅11.60 m、型深さ3.30 m、ディーゼル1基、機関出力1,300 PS、航海速力11.7ノット、旅客定員400名、乗用車3台、バス4台。
 • せとしお（フェリー）
1996年4月6日就航、2013年3月31日引退、藤原造船所建造、393総トン、航海速力12.7ノット、旅客定員400名、積載台数8tトラック9台
本船が小豆島豊島フェリーで最後の芸予型フェリー（船首部のみにランプを持つ）となった。
 • マーレてしま（旅客船）
2002年常石林業建設建造。19総トン、航海速力20ノット、旅客定員75名、車載不可能、本航路への就航2013年4月1日、終航2015年12月31日。
ブルーバード として四国汽船で活躍していた船を改造の上、就航。2016年、小豆島急行フェリーに移籍。その後はみらいの代船や瀬戸内国際芸術祭の期間限定航路を運航する。（土庄港→犬島・宮浦港）
 • ひかり（高速船）
1994年9月竣工（高松－土庄航路での就航は2008年12月16日）。38総トン、全長21.0 m、全幅4.7 m、深さ2.0 m、主機：GM 12V-71TA×2 1,250 PS、航海速力25ノット、最高速力29.0ノット。
旅客定員98名。三保造船所（大阪）建造。
2015年10月3日まで小豆島フェリー（小豆島急行フェリー）高松⇔小豆島（土庄）航路に就航。2015年10月4日 新オリーブマリン就航により予備船となる。本航路への就航2016年1月1日、終航2022年1月14日。 第十二かもめ（今治高速船）→第十二西日光（三原観光汽船）→ひかり。引退後沖縄県の安栄観光が購入。
- わかしお（宇野港）
- せとしお
- マーレてしま（宇野港）
- ひかり（土庄港）

## アクセス
- 宇野港：JR宇野線・宇野駅下車。両備バス宇野駅下車（岡山駅から玉野渋川特急もしくは国道30号玉野方面行）。
- 土庄港：国道436号土庄港、小豆島オリーブバス土庄港フェリーターミナル下車（フェリー）、平和の群像前下車（旅客船）。